# Drosera
Drosera L., 1753 è un genere di piante carnivore della famiglia delle Droseracee, dotate di trappole adesive.
Include oltre 250 specie distribuite principalmente in Australia, Africa e Sud America, con un numero limitato di specie diffuse nell'emisfero nord.

## Etimologia
Il nome del genere deriva dal greco δρόσος (drosos) e significa "gocce di rugiada", facendo riferimento alle piccole gocce di mucillagine che si formano sulla superficie delle foglie della pianta e che ricordano la rugiada mattutina.

## Descrizione
Le varie specie sono accomunate dalla presenza di foglie ricoperte di tentacoli vivacemente colorati, che presentano gocce di una sostanza collosa secreta da apposite ghiandole, in grado di attirare gli insetti e farli rimanere intrappolati e in secondo tempo di secernere succhi simili alla tripsina, grazie ai quali digeriscono gli insetti. Per favorire quest'ultima fase, la foglia nella quale è intrappolato l'insetto tende ad arricciarsi, avvolgendolo, in un arco di tempo che può variare, arrivando anche a durare 14 ore.
La fioritura avviene nel periodo primaverile ed estivo e, generalmente, ha una durata di circa 3 giorni. In seguito i fiori appassiranno, dando inizio alla fase di sviluppo dei semi.
È notevole, inoltre, la sua longevità: infatti la pianta può raggiungere 50 anni d'età.

## Distribuzione e habitat
L'areale del genere Drosera si spinge dall'Alaska al nord sino alla Nuova Zelanda al sud. Le aree di maggiore espressione della biodiversità sono l'Australia (con circa il 50% di tutte le specie note), il Sud America (oltre 20 specie) e l'Africa meridionale (oltre 20 specie). Solo alcune specie sono diffuse in Eurasia e Nord America.
Il genere ha avuto origine in Africa e Australia e si è successivamente diffuso, per speciazione, sino all'attuale areale.

## Tassonomia
Il genere comprende le seguenti specie:
In Europa sono presenti solo 3 specie: Drosera intermedia, Drosera anglica e Drosera rotundifolia.

### Alcune specie

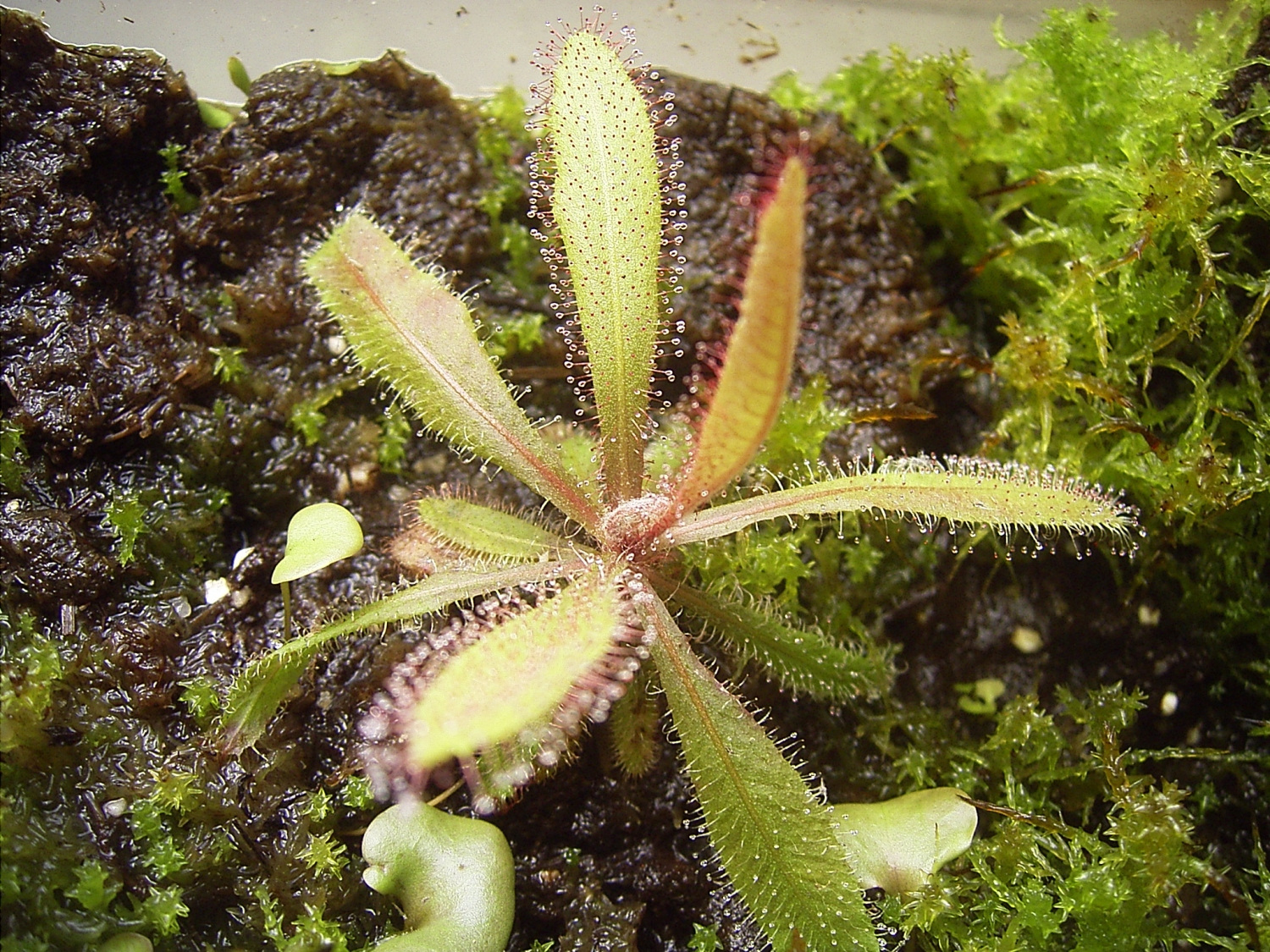
Drosera adelae
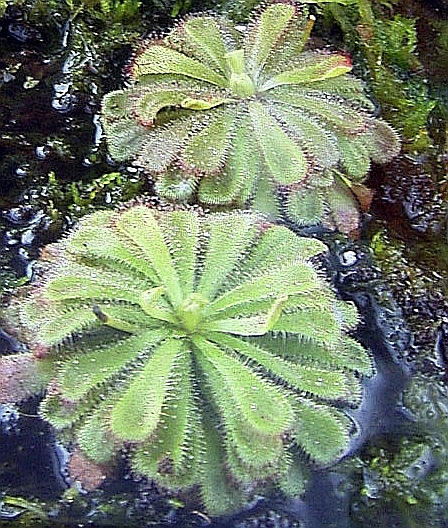
Drosera aliciae
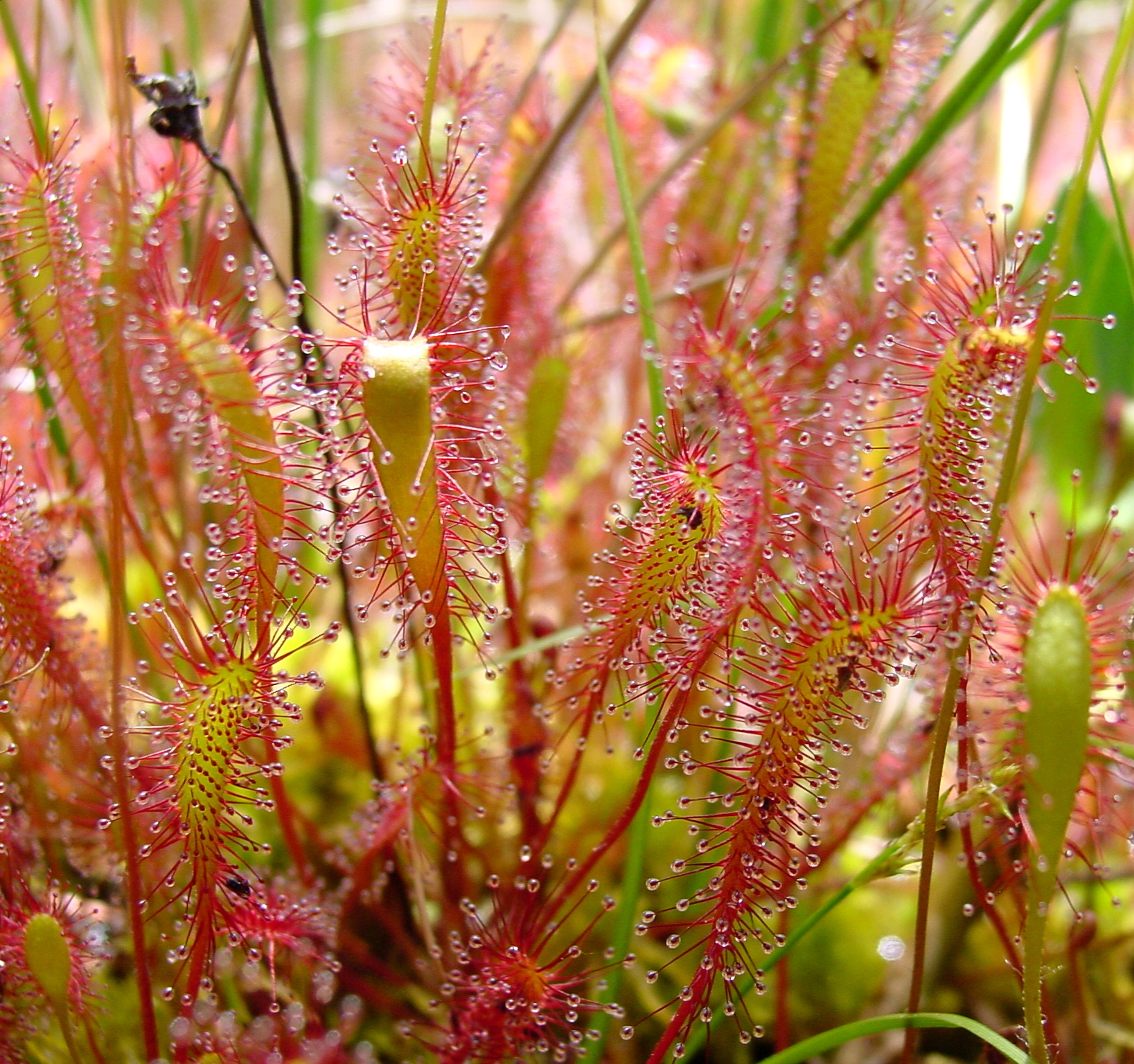
Drosera anglica
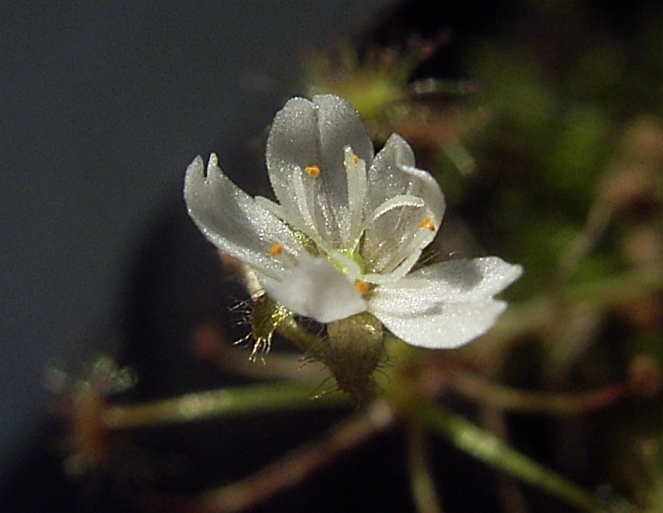
Drosera banksii
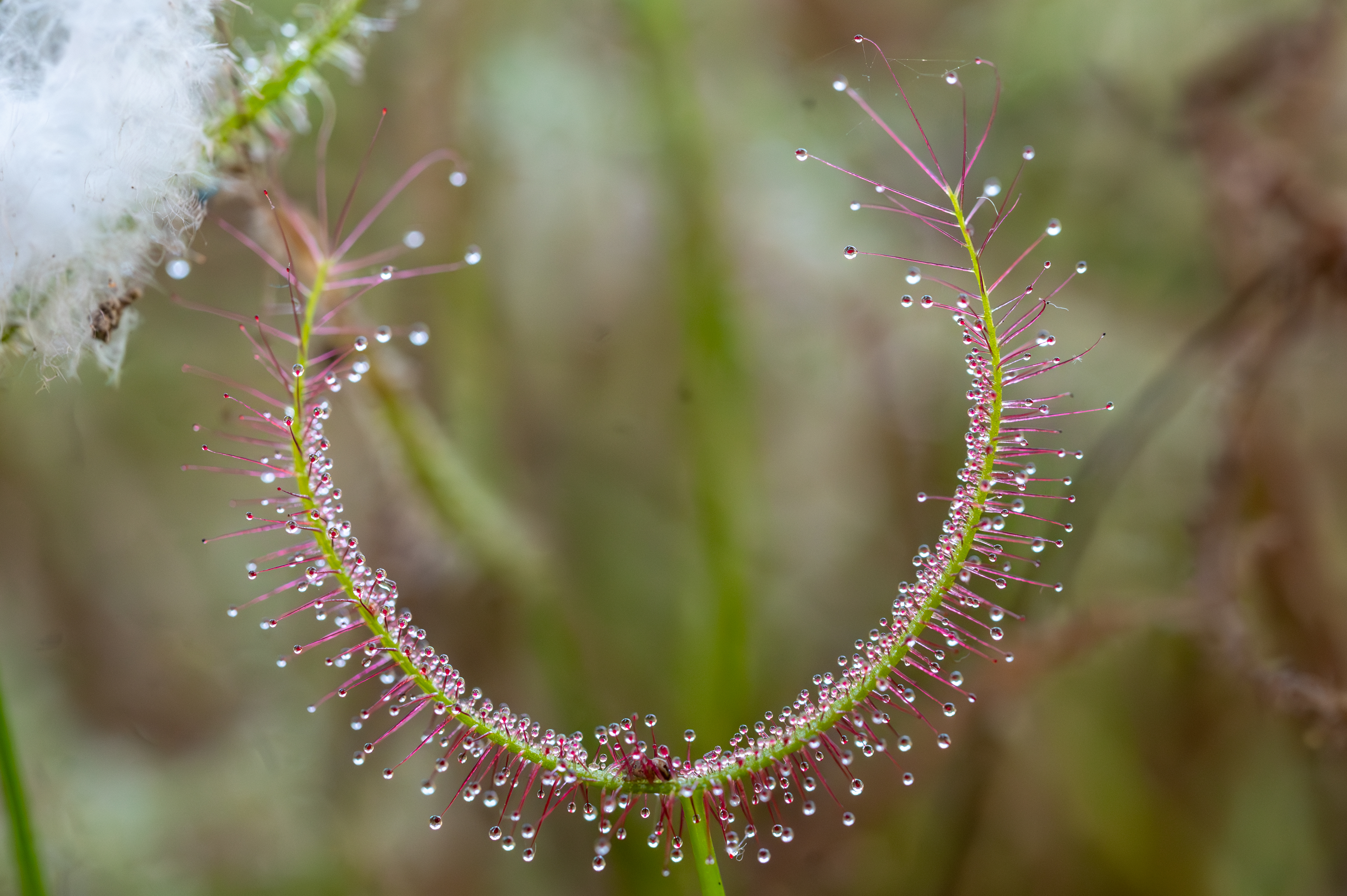
Drosera binata
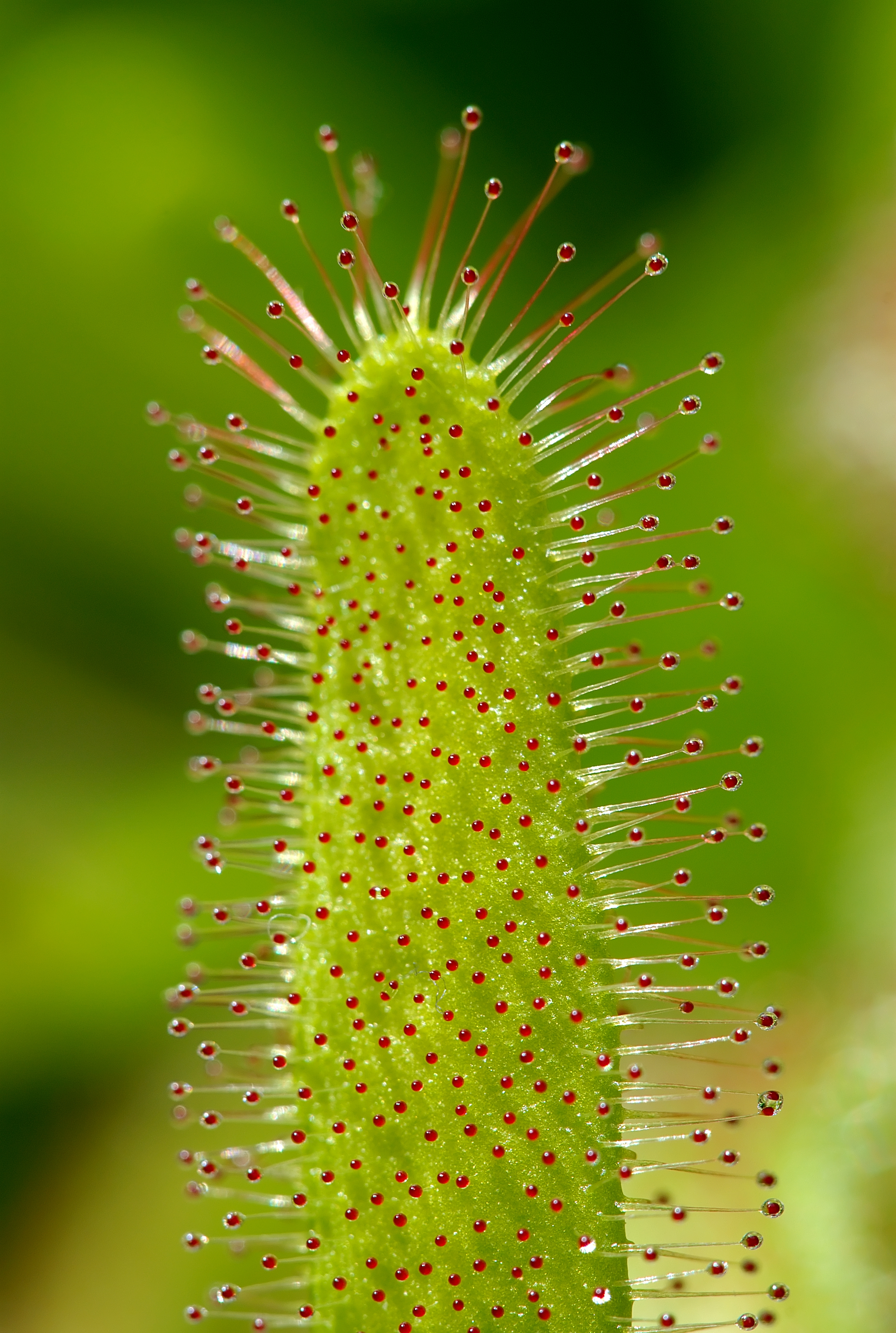
Drosera capensis
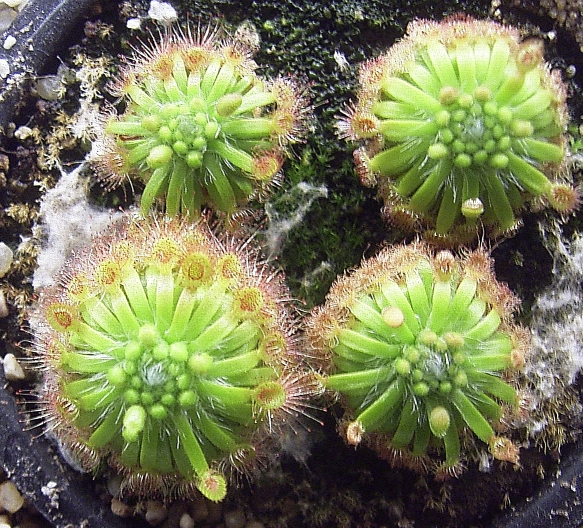
Drosera closterostigma
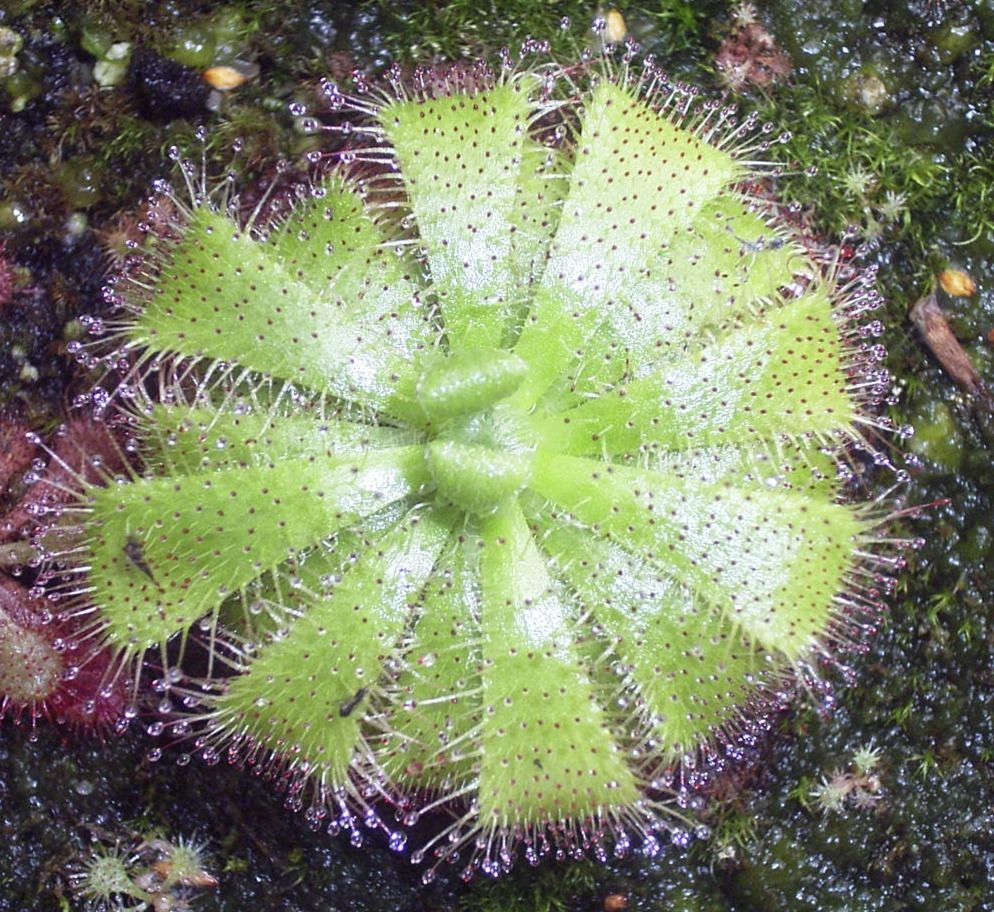
Drosera cuneifolia
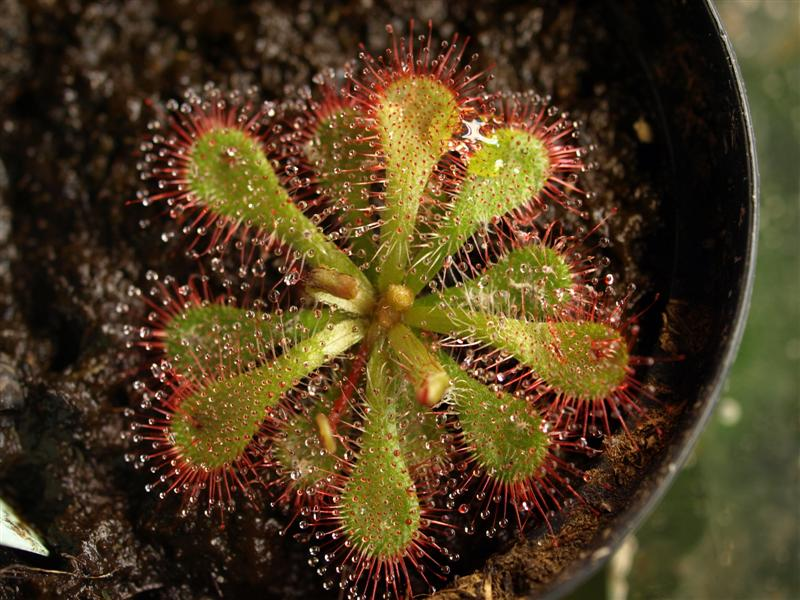
Drosera dielsiana
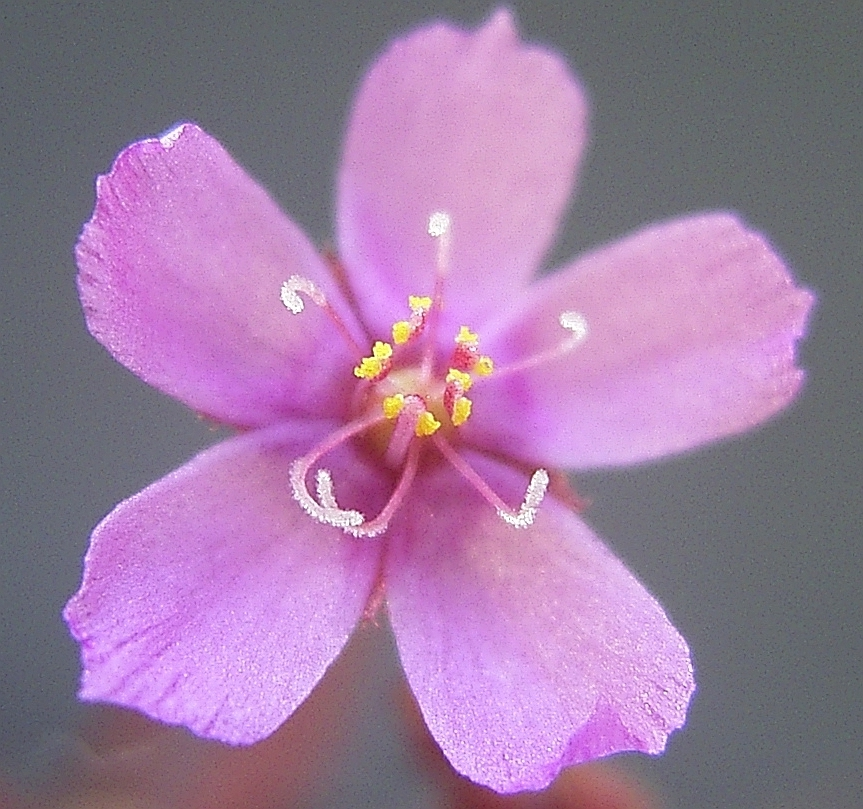
Drosera hartmeyerorum
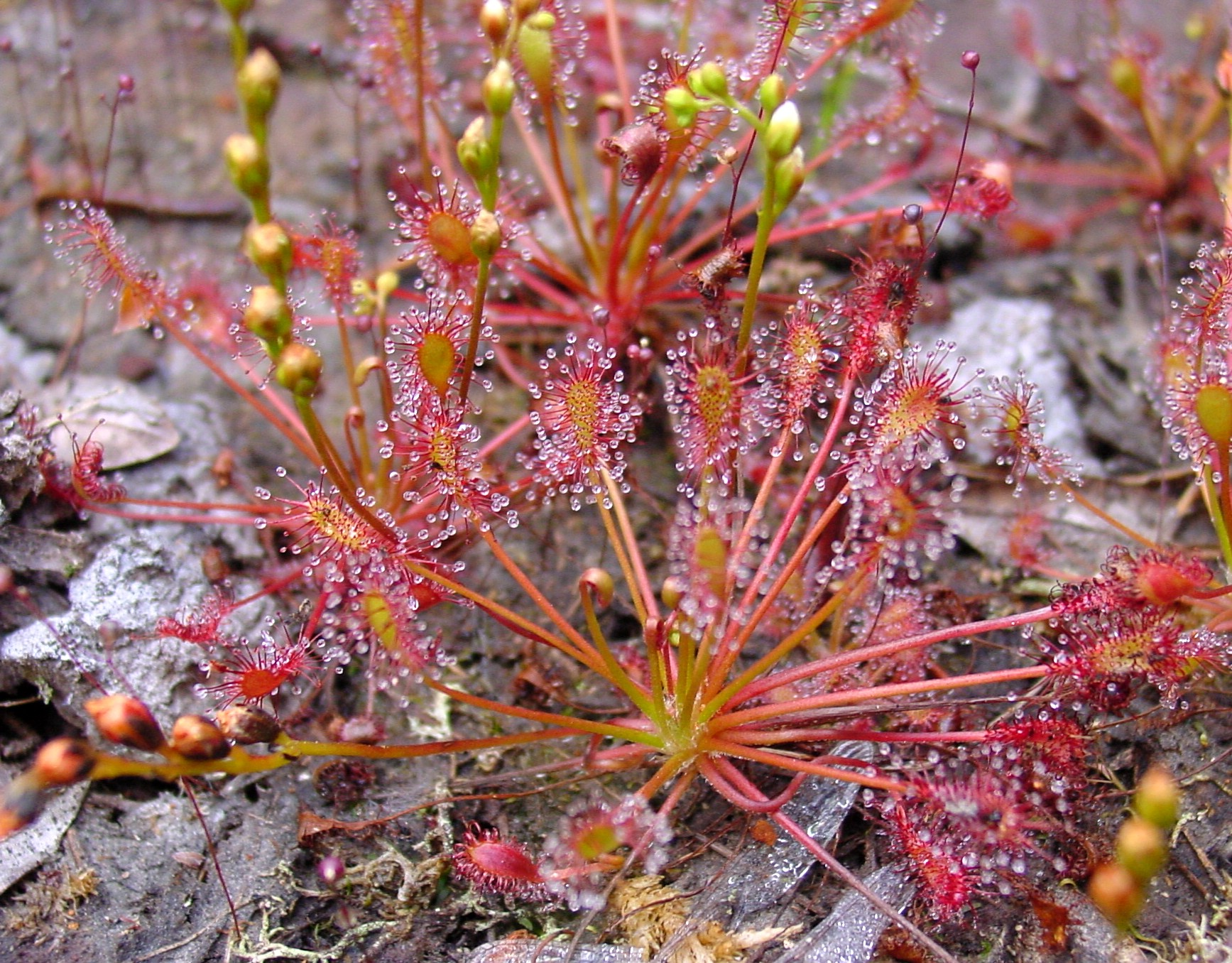
Drosera intermedia
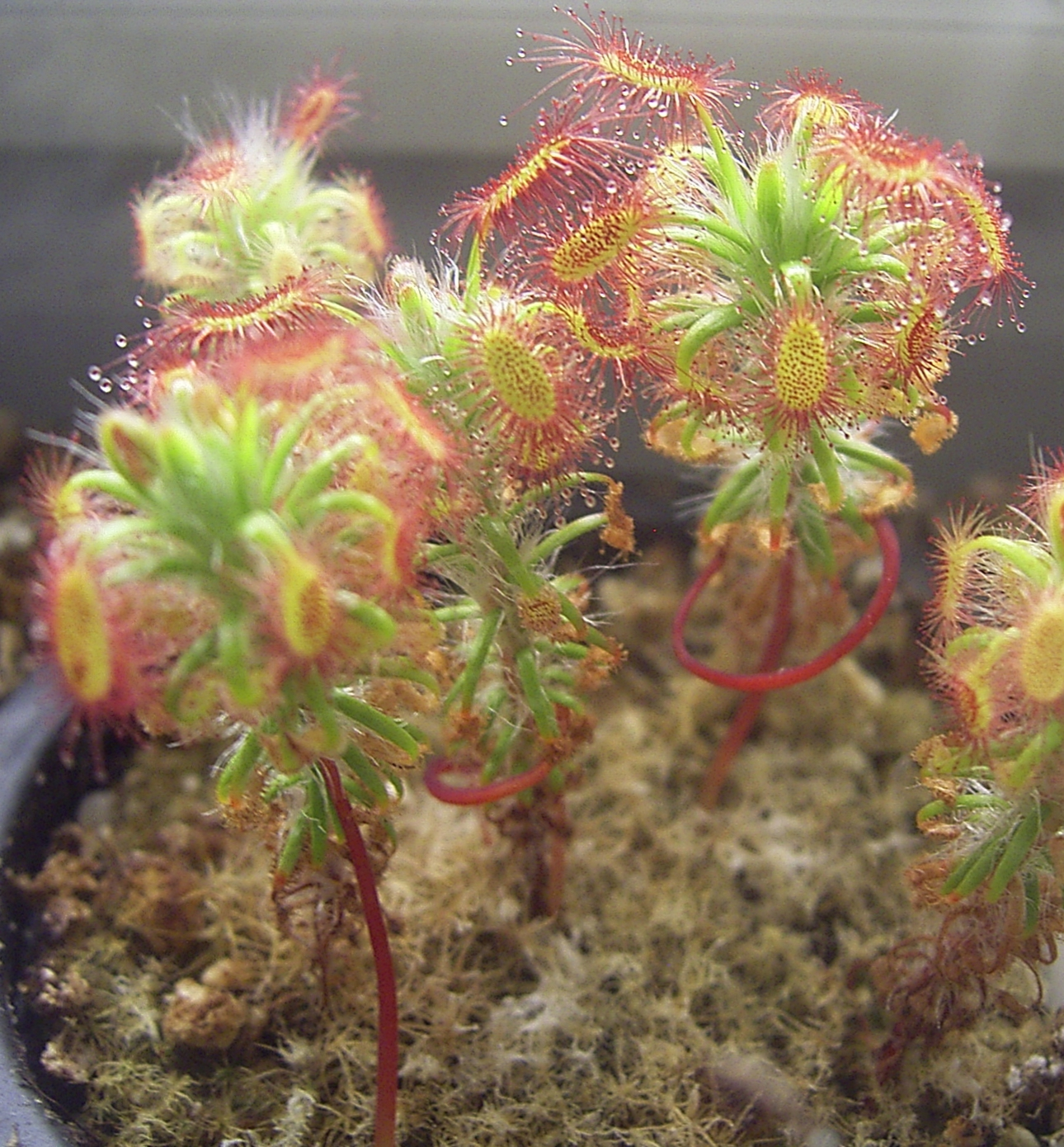
Drosera lasiantha
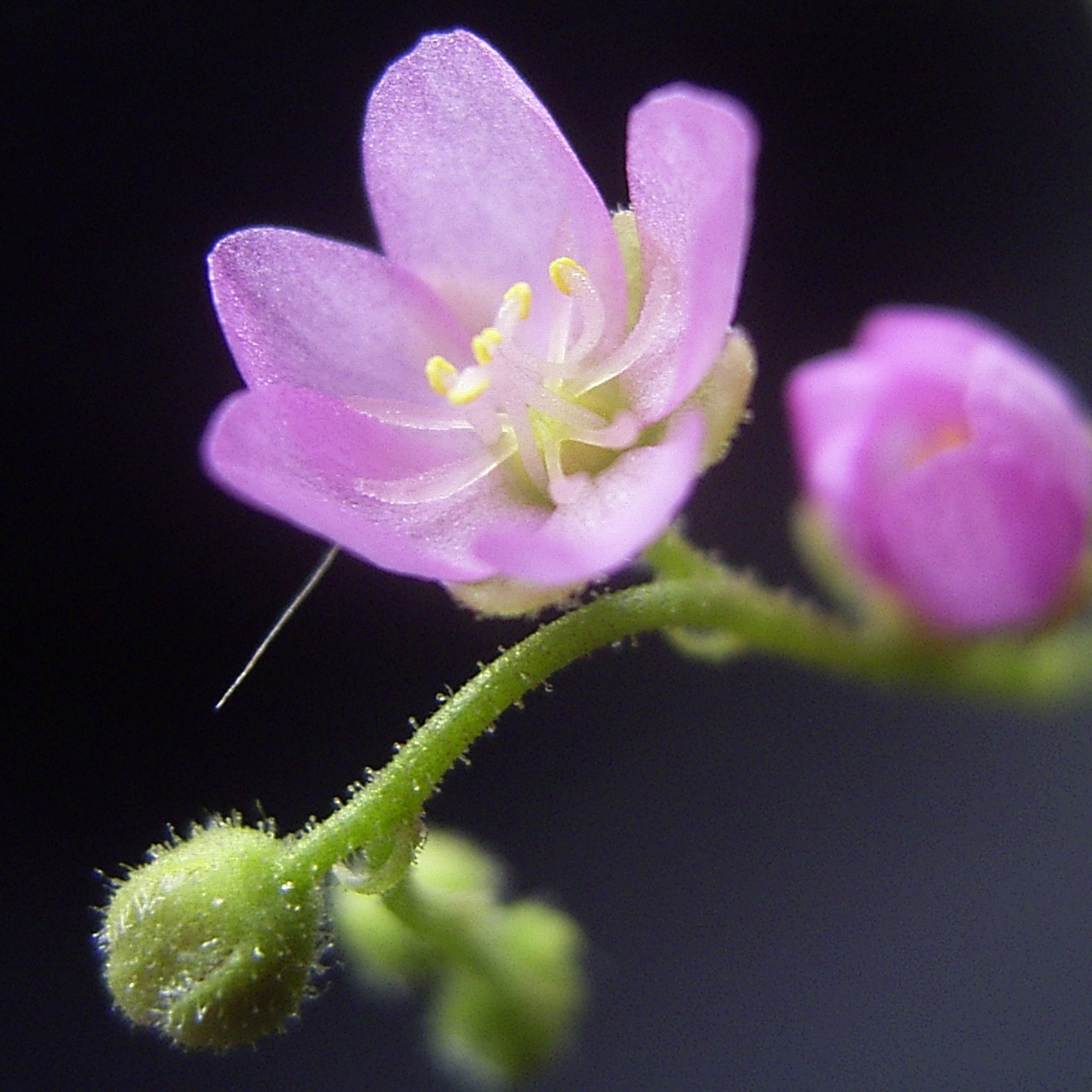
Drosera madagascariensis
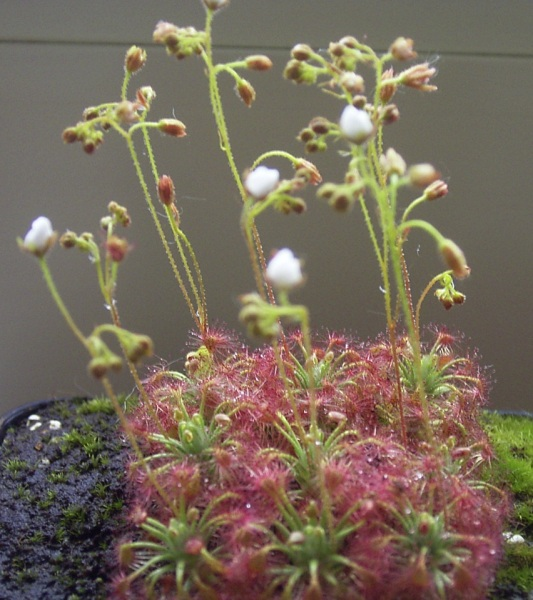
Drosera nitidula
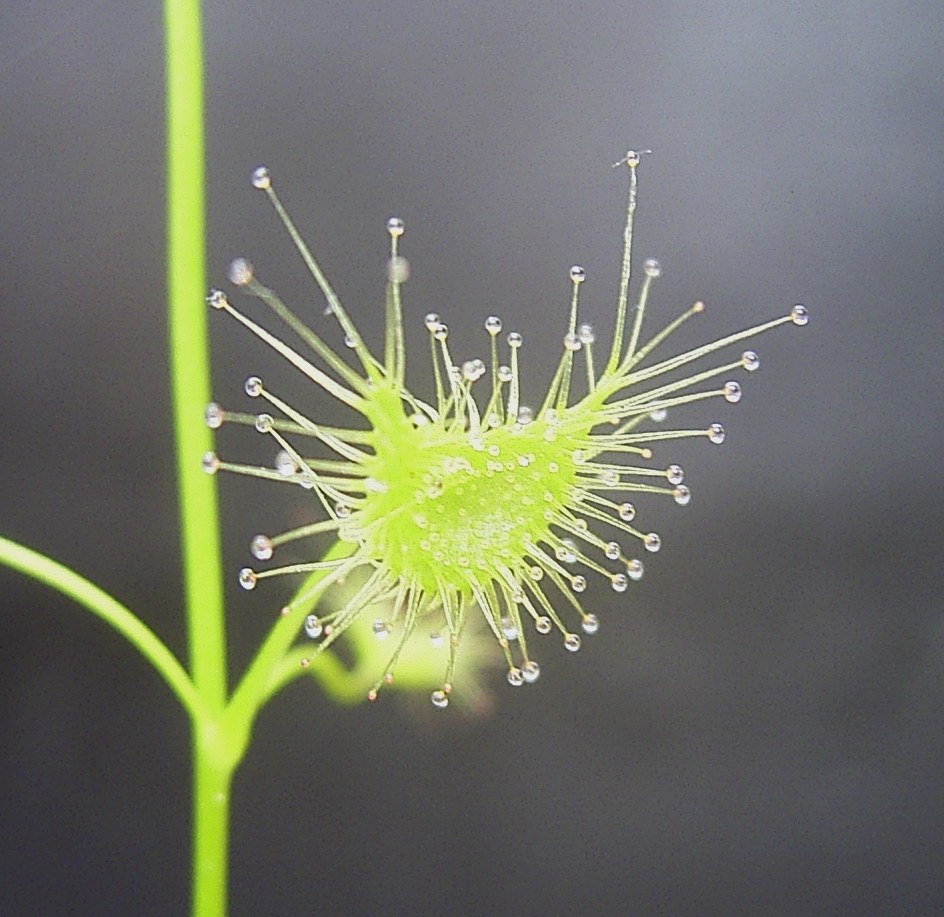
Drosera peltata
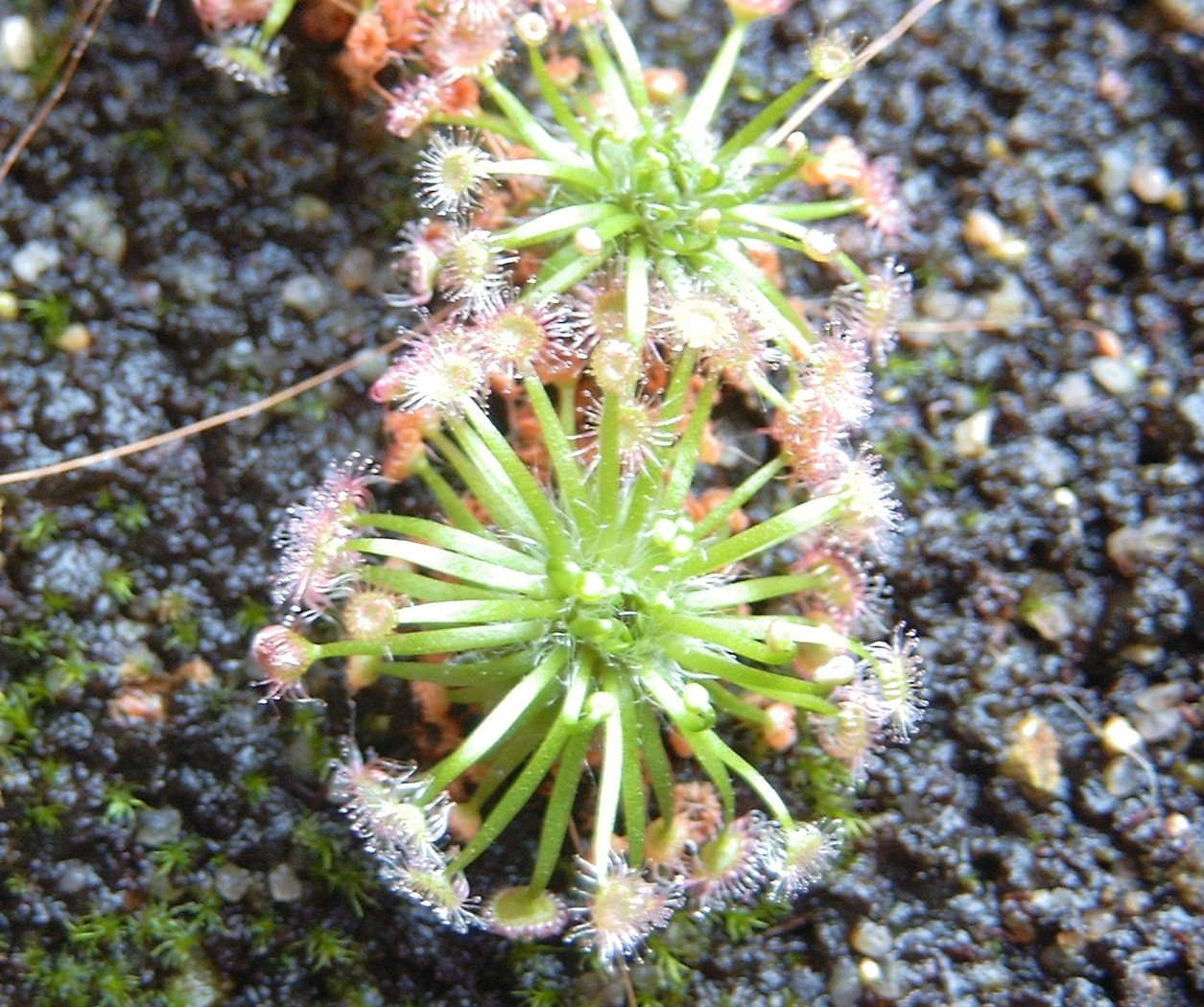
Drosera pygmaea
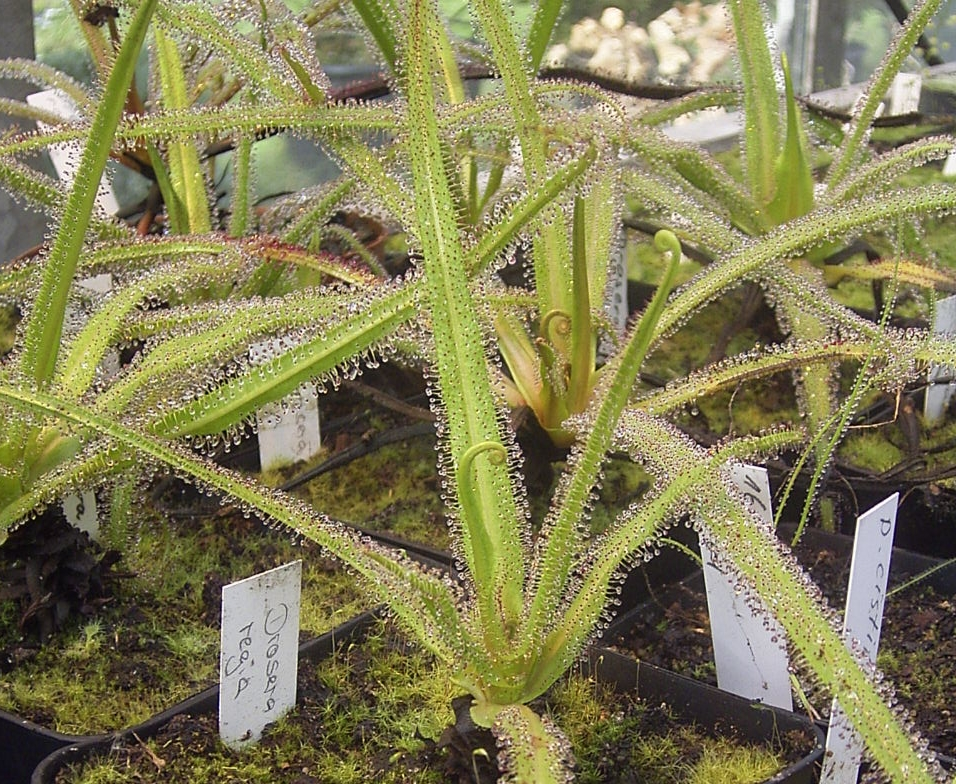
Drosera regia
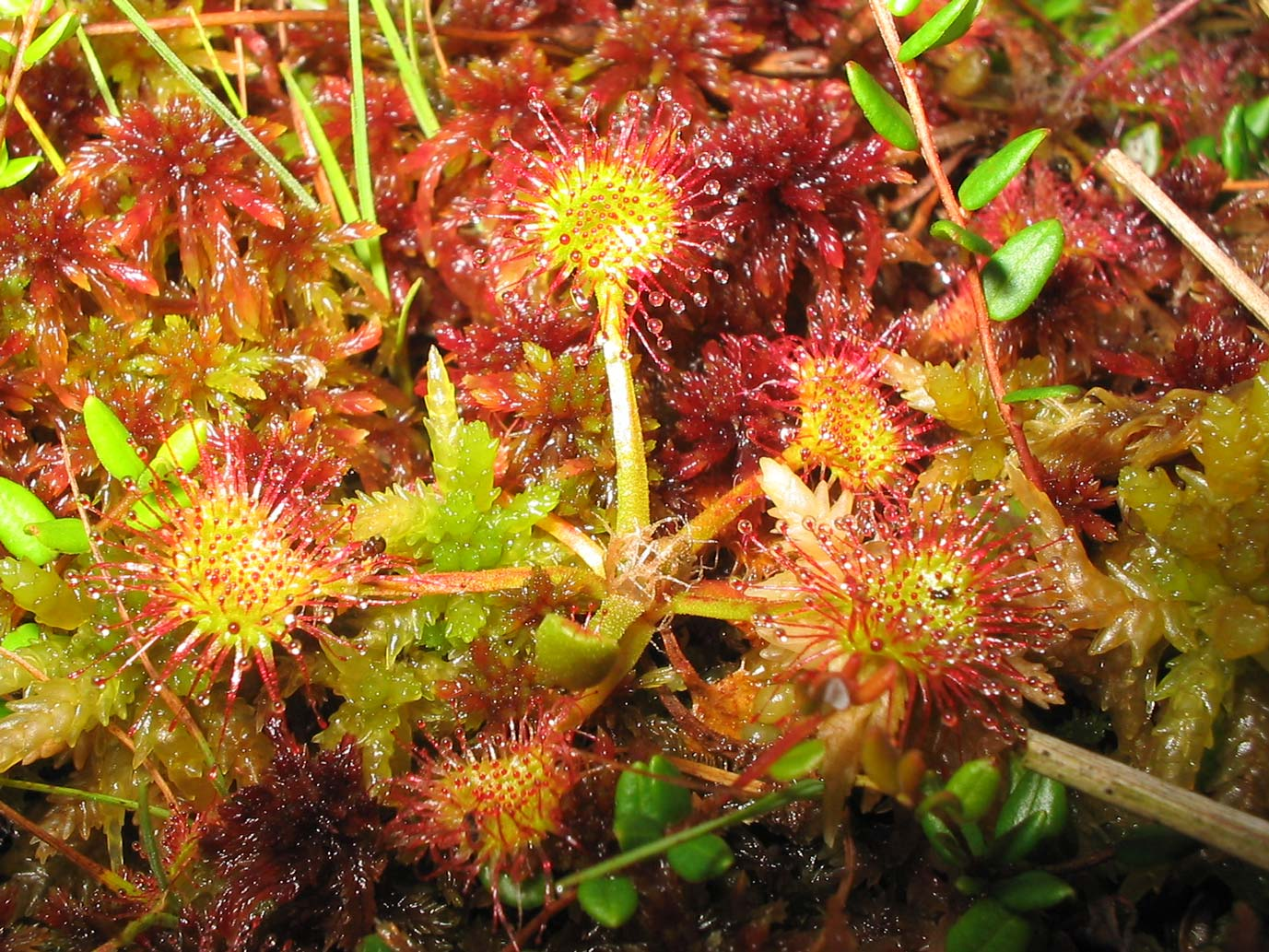
Drosera rotundifolia
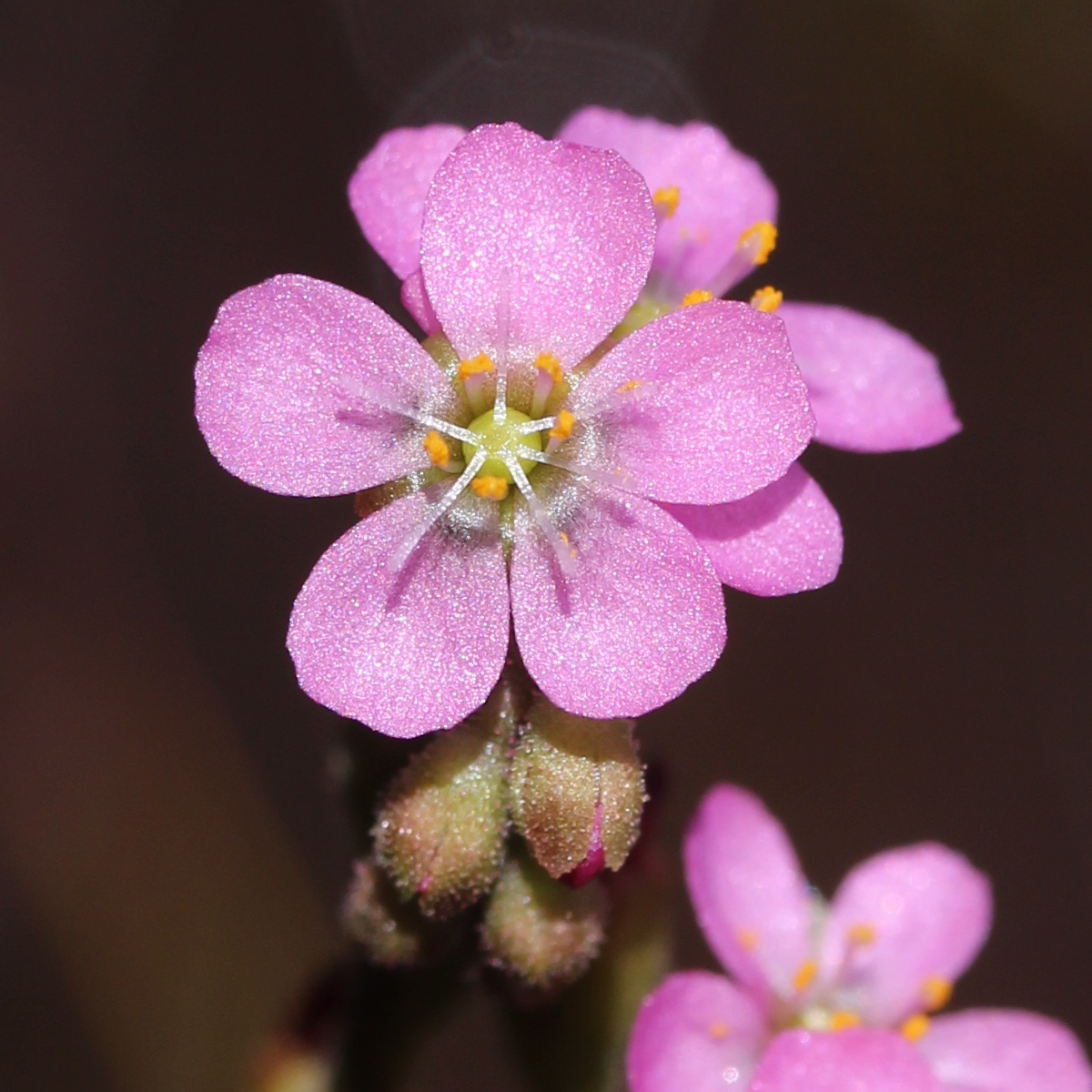
Drosera tokaiensis
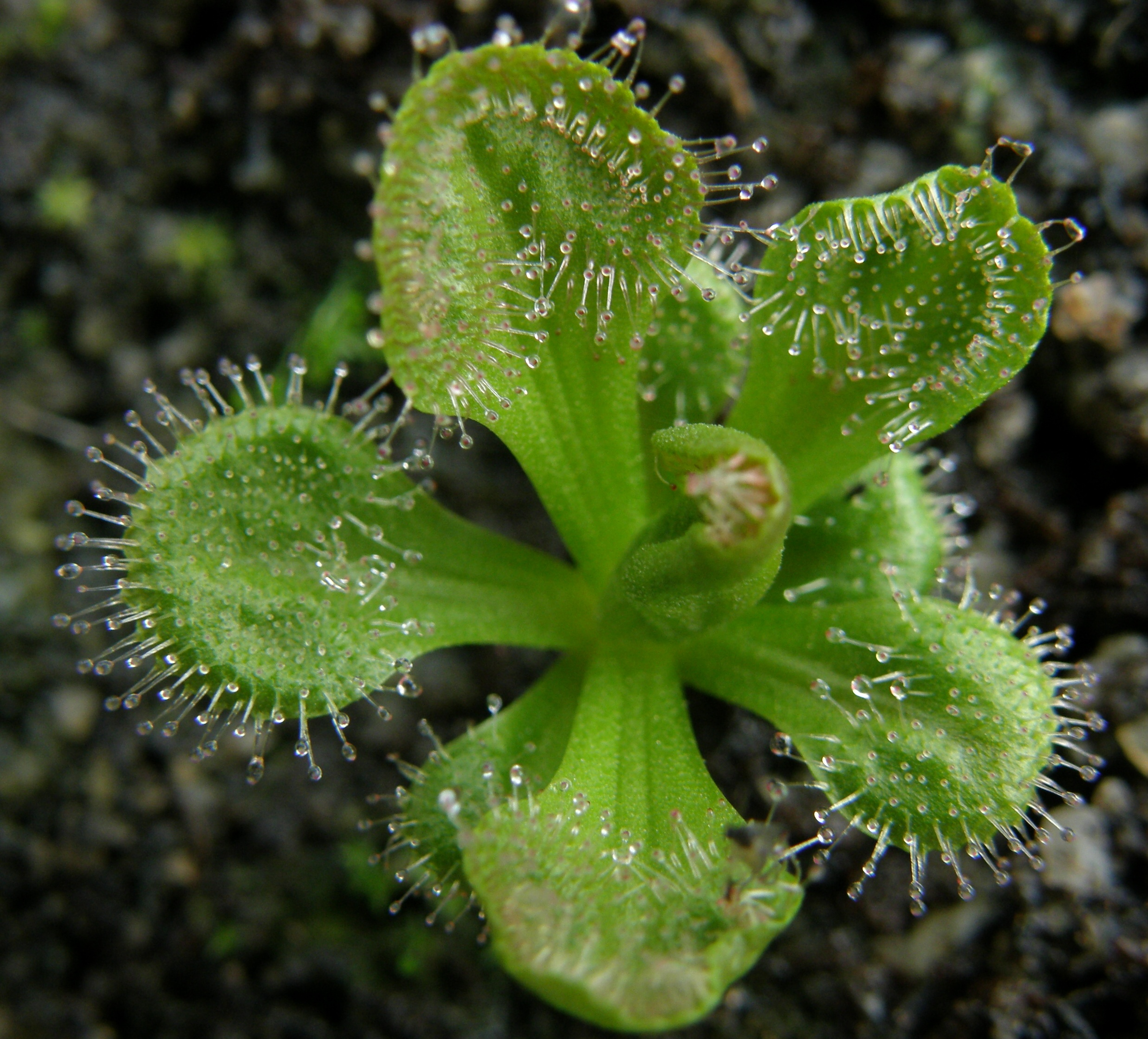
Drosera whittakeri
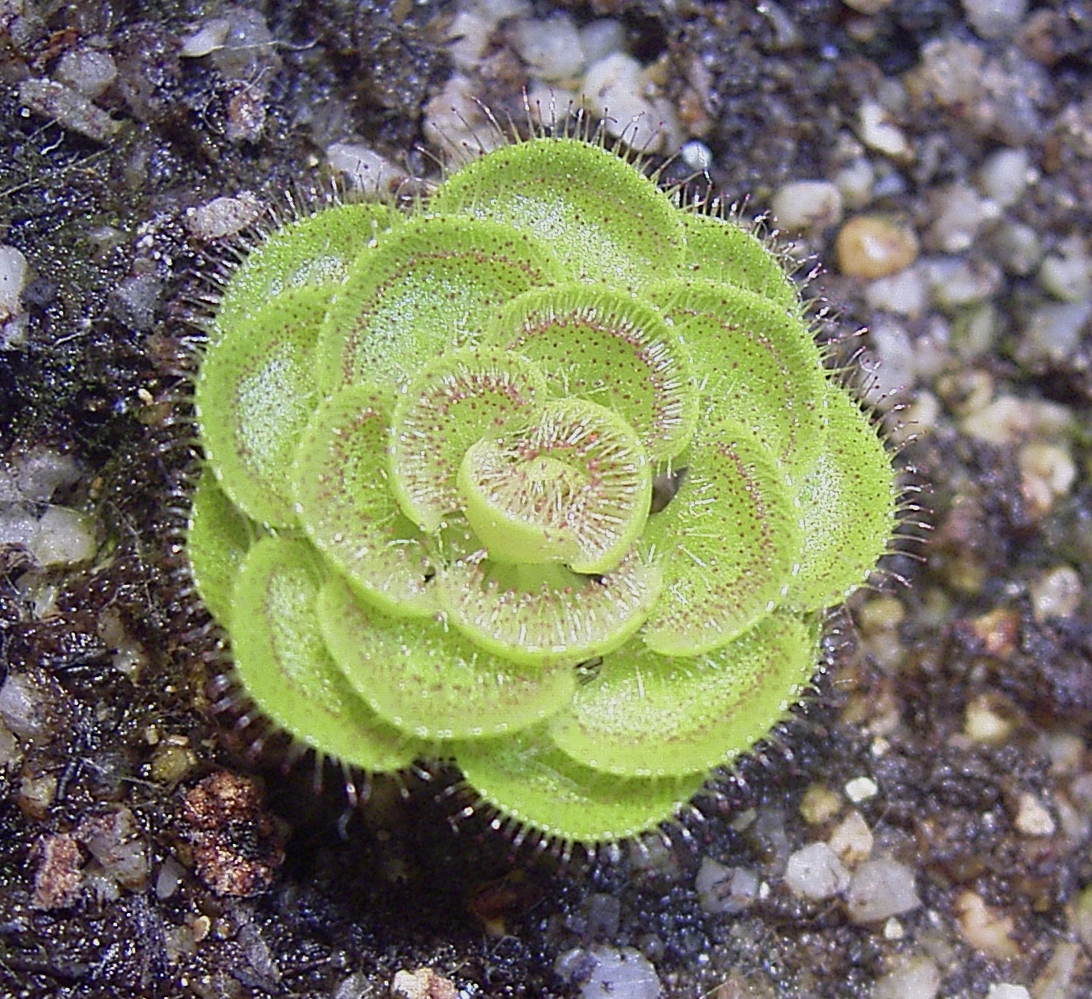
Drosera zonaria

## Coltivazione
Le specie di Drosera sono generalmente molto resistenti. Il loro substrato ottimale è costituito da un 70% di torba acida di sfagno e un 30% costituito da perlite o, in alternativa, sabbia di quarzo. È altamente sconsigliato, come per quasi tutte le piante carnivore, l'utilizzo di fertilizzanti.
Le annaffiature devono essere frequenti al fine di garantire una costante umidità del substrato. Annaffiare le Drosere con regolarità aggiungendo 2–3 cm di acqua piovana, distillata o demineralizzata ad osmosi inversa nel sottovaso. Non si utilizza l'acqua di rubinetto o in bottiglia in quanto il ph elevato e i sali disciolti sarebbero fatali per la pianta.
In alcuni casi la pianta può adattarsi anche a sopravvivere galleggiando in acqua (distillata) se presenti le sostanze nutritive.

## Usi terapeutici
È consigliata nelle malattie da raffreddamento, per calmare la tosse, nella bronchite e come diuretico. È attiva contro gli stafilococchi, e gli streptococchi.